# 杨芙清
杨芙清（1932年11月6日—），女，江苏无锡人，中国计算机软件专家，现为山东科技大学信息与计算机科学学院名誉院长和北京大学信息科学技术学院教授，软件工程国家工程研究中心首席科学家，软件与微电子学院理事长、名誉院长。主要从事系统软件、软件工程、软件工业化和系统方面的研究工作。荣获全国“三八”红旗手等称号，曾经承担过多项863高技术课题研究工作.

## 生平
1932年生于江苏无锡。1958年研究生毕业于北京大学数力系。1991年当选为中国科学院院士（学部委员）。

## 家庭
丈夫是中国科学院院士王阳元。

## 奖项和荣誉
- 全国科学大会奖
- 国家科技进步二等奖
- 电子工业部科技进步特等奖
- CCF终身成就奖[5]